# VIII Klucz Kominowy (Ża)
VIII Klucz Kominowy (Ża) – polska jednostka lotnicza utworzona we Francji w maju 1940 w jako oddział Polskich Sił Powietrznych.

## Formowanie i walki
22 maja 1940 dowództwo francuskich sił powietrznych wydało dyrektywę nakazującą sformowanie w bazie lotniczej w Lyon pięciu polskich patroli myśliwskich, których zadaniem miała być ochrona ważnych obiektów na zapleczu frontu. W praktyce udało się sformować jedynie dwa takie zespoły. Rozkaz ich sformowania otrzymał kpt. Walerian Jasionowski, który wybrał ośmiu oficerów, pięciu podchorążych i jednego podoficera oraz 34-osobowy zespół personelu naziemnego. VIII klucz kominowy pod dowództwem por. Waleriana Żaka miał zostać skierowany do obrony obiektów przemysłowych w Salon-Istres. Klucz opuścił Lyon 25 maja, a trzy dni później rozpoczął szkolenie na samolotach. 30 maja w rejonie Marsylii wykonywał swoje pierwsze zadanie bojowe. 7 czerwca część pilotów i obsługi naziemnej grupy kpt. Jasionowskiego została skierowana do Tuluzy, gdzie miała wzmocnić VI klucz kominowy por. Czesława Sałkiewicza. W zaistniałej sytuacji podjęto decyzję o utworzeniu z pozostałych pilotów i obsługi naziemnej już tylko jednej eskadry i skierowania jej do Clermont-Aulnat w celu zapewnienia obrony fabryki samolotów „Morane-Saulnier”. To nowe zadanie eskadra wykonywała od 8 do 18 czerwca. Następnego dnia grupa Jasionowskiego otrzymała rozkaz przeniesienia się do Rodez. Stąd Polacy, poprzez port w Bayonne, ewakuowali się do Wielkiej Brytanii.

## Żołnierze klucza
Piloci
- por. Walerian Żak - dowódca
- ppor. Stanisław Czarnecki
- ppor. Andrzej Malarowski
- ppor. Jerzy Wolski
- pchor. Adam Damm
- pchor. Tadeusz Hegenbarth
- pchor. Longin Majewski